# مرگ یزدگرد سوم

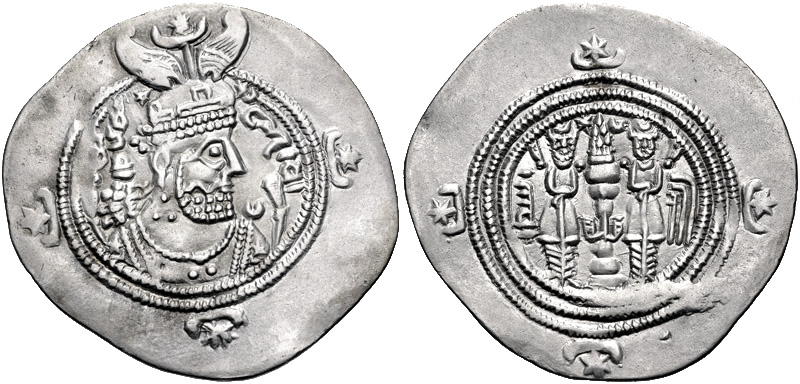
درخم یزدگرد سوم، ضرب در سال ۶۵۱ میلادی (واپسین سال پادشاهی وی)

یزدگردِ سوّم بیست‌ونهمین و واپسین شاهنشاه ساسانی، پسر شهریار و نوهٔ خسرو پرویز و همسر محبوبش شیرین بود و بر طبق گفته‌های تاریخ‌نگاران چهره‌ای بسیار زیبا و دلنشین داشت. یزدگرد سوم در سال ۶۳۲ میلادی بر تخت پادشاهی نشست. مدت پادشاهی یزدگرد بیست سال بود. در مورد نحوهٔ قتل یزدگرد سوم در سال ۶۵۲ میلادی چندین روایت متفاوت و با محتوی ضد و نقیض در کتاب تاریخ طبری نقل شده‌است. در کتب تاریخی نام ماهویه به عنوان یکی از عاملان قتل وی آمده‌است.

## حکایت اول

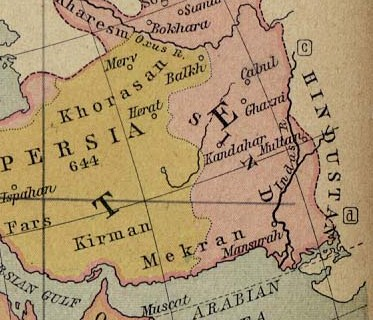
نقشهٔ خراسان بزرگ و شهر مرو.

### آمدن یزدگرد به مرو
یزدگرد به همراه برادر رستم فرخزاد بنام فرخزاد هرمز به مرو آمد. فرخزاد پس از سپردن شاه به ماهویه مرزبان مرو، به سوی عراق رفت. یزدگرد در مرو ماند و قصد آن داشت که ماهویه را عزل کند. ماهویه به ترکان نامه نوشت و فرار یزدگرد و آمدن وی را خبر داد و با آن‌ها پیمان بست که ضد یزدگرد همکاری کنند.

### جنگ یزدگرد یا ترکان
ترکان با سپاه خود به سوی مرو آمدند و یزدگرد با یاران خویش به مقابلهٔ آن‌ها رفت و جنگ کرد. ماهویه در ابتدا همراه با یزدگرد با ترکان می‌جنگید ولی چون دید بسیاری از ترکان کشته شدند، به سپاه ترکان پیوست و سپاهیان یزدگرد که توان جنگیدن را در خود ندیدند، از محل درگیری گریختند.

### رفتن یزدگرد به خانهٔ آسیابان
هنگام شب یزدگرد در کنار رود به خانه‌ای رسید که آسیابی در آن بود و دو شب در آنجا بماند. ماهویه مرزبان مرو در جستجوی وی بود اما او را نمی‌یافت. آسیابان او را در خانه‌اش یافت و خبر آمدن او را چابک‌سوارن داد. آسیابان را به پیش ماهویه بردند و در این هنگام موبدی هم در نزد ماهویه بود. ماهویه دستور داد که سر یزدگرد را بریده و نزد او بیاورند. موبد گفت «حق این کار را نداری. چون دین و شاهی به هم پیوسته‌است و یکی بی‌دیگری پایدار نماند. اگر چنین کنی حرمت را شکسته‌ای.» کسان دیگری هم که آنجا حضور داشتند، این کار را فجیع شمردند اما ماهویه گفت «هر کس چیزی بگوید خونش را خواهم ریخت.»

### قتل یزدگرد
ماهویه گروهی را برای کشتن یزدگرد فرستاد. آن‌ها چون یزدگرد را دیدند، کشتن او را خوش نداشتند و به آسیابان گفتند «تو برو او را بکش.» آسیابان پیش یزدگرد رفت که خواب بود، با سنگ بر سر یزدگرد کوفت و آنگاه سر او را ببرید و به فرستادگان ماهویه داد و جسد را در رود انداخت.
آسیابان چشمش به انگشتر یزدگرد افتاد و دانست مرد توانگری است. چون خواست انگشتر را بیرون بیاورد یزدگرد برخاست. آسیابان از ترس یزدگرد را کشت. هنگامی که دانست پادشاه کشور را کشته‌است بر سر خویش زد و زار گریست.

### قتل آسیابان
پس از آن جمعی از مردم مرو به خانهٔ آسیابان آمدند و آسیابان را کشتند و آسیای او را ویران کردند و اسقف مرو پیکر یزدگرد را از رود درآورد و در تابوت گذاشته و در شهر استخر به گور سپرد.

## حکایت دوم

### حیله ماهویه
طبری می‌نویسد یزدگرد آنگاه که به خراسان آمد، همراه خره‌زاد فرخزاد برادر رستم فرخزاد بود. ماهویه مرزبان مرو که می‌خواست از این مهمان ناخوانده خلاص شود، به نیزک طرخان، والی بادغیس که تابع یبغو (لقب باستانی امرای کوشانی) شاه، طخارستان بود، نامه نوشت و خبر داد که یزدگرد به فرار پیش وی آمده و از طرخان دعوت کرد که تا با همدستی یکدیگر یزدگرد را اسیر کنند یا بکشند یا بر سر وی با عربان صلح کنند. قرار بر این شد که اگر به کمک طرخان این طرح عملی شود ماهویه هر روز هزار درهم به طرخان بپردازد. ماهویه از طرخان خواست که به یزدگرد نامه بنویسد و ترتیبی را فراهم کند که سپاهیان یزدگرد از اطراف او دور بشوند. قرار بر این شد که در نامه ذکر شود که طرخان قصد دارد با یزدگرد ضد دشمنان عرب همکاری کند و در دفع آن‌ها با او یاری کند. طرخان به یزدگرد اطلاع داد که قصد دیدار او را دارد اما شرط کرد که اول باید یزدگرد فرخزاد را از خود دور کند. چون نامه به دست یزدگرد رسید، بزرگان مرو را پیش خواند و با آن‌ها مشورت کرد. سنگان گفت «رأی من اینست که به هیچ وجه سپاه و فرخزاد را از خود دور نکنی.» اما ماهویه گفت «رأی من اینست که دوستی و خواست نیزک طرخان را بپذیری.» یزدگرد نظر ماهویه را پذیرفت و سپاه را از خویش جدا کرد و به فرخزاد دستور داد به سرخس برود. فرخزاد به‌شدت با تنها گذاشتن یزدگرد مخالفت کرد و به ماهویه پرخاش کرد و گفت «ای شاه‌کشان! دو شاه ایران را کشتید. من می‌دانم که شما قصد دارید که یزدگرد را هم بکشید.» فرخزاد حاضر به ترک یزدگرد نبود تا اینکه یزدگرد به خط خود نامه‌ای برای او نوشت تا او را از نگرانی درآورد بدین مضمون که «من خود شهادت می‌دهم که تو یزدگرد و خانوادهٔ او را به ماهویه مرزبان مرو سپردی.»

### دیدار یزدگرد با نیزک طرخان
یزدگرد مصمم بود که با نیزک طرخان ملاقات کند. وقت دیدار ماهویه به او گفت که با سلاح به دیدار نیزک طرخان نرود؛ چون مشکوک می‌شود و می‌گریزد. یزدگرد با تعدادی از یاران و همراهانی که ماهویه برای او انتخاب کرده بود، به نزد طرخان در محلی میان دو مرو که حلسدان نام داشت، رفت. گفتگو بین دو طرفین در حالی انجام می‌گرفت که هر دو سوار بر اسب بودند. در این دیدار نیزک طرخان به یزدگرد پیشنهاد ازدواج با یکی از دخترانش را داد و این پیشنهاد موجب خشم یزدگرد شده، جواب او را با ناسزا داد. طرخان که مسلح بود با شمشیر ضربتی بر یزدگرد زد. یزدگرد فریاد کرد و او را نامرد خیانتکار خواند و با اسب از محل گریخت.

### پناه بردن یزدگرد به خانهٔ آسیابان
یزدگرد در سرزمین مرو به خانهٔ آسیابانی رفت و سه روز بدون اینکه لب به غذا بزند، در آنجا بود. یکی از کسانی که گندم برای آسیابان آورده بود، وصف او را از آسیابان شنید و به ماهویه که همه جا به دنبال یزدگرد می‌گشت، اطلاع داد. ماهویه به مأمورانش دستور داد به خانهٔ آسیابان رفته و یزدگرد را کشته و جسد را به رود مرو بیندازند اما آسیابان هر چه شکنجه شد، حاضر نشد تا جای پنهان شدن یزدگرد را به فرستادگان ماهویه نشان بدهد تا اینکه یکی از مأموران متوجه شد که گوشه‌ای از لباس یزدگرد در آب رود دیده می‌شود. او یزدگرد را که در آب رود نهان شده‌بود، از محل اختفایش بیرون آورد.

### مرگ یزدگرد
یزدگرد به او پیشنهاد کرد که جواهرات همراهش را به او بدهد تا در عوض مأمور از کشتن او صرفنظر کند اما مرد نپذیرفت و درخواست کرد که به‌جای جواهرات چهار درهم به او بدهد که این مقدار پول همراه یزدگرد نبود. یزدگرد در جواب محبت آسیابان گوشواره‌اش را به او بخشید و به مأموران گفت «وای بر شما! در کتاب‌هایمان دیده‌ایم که هر که جرئت قتل پادشاهان کند، خدایش در این دنیا دچار مصیبت کند و علاوه بر آن در دنیای دیگر او را عذاب دهد. مرا نکشید و پیش مرزبان ببرید یا پیش عربان فرستید که از شاهانی مانند من، شرم می‌کنند.» آن‌ها جواهرات او را بگرفتند و بعد از خفه کردنش او را به رود مرو انداختند. جسد در رود جاری شد تا به چوبی گیر کرد پس از آن اسقف مرو که مسیحی نصرانی بود او را بیافت و شناخت و جسد را از رودخانه بیرون کشیده و در پارچه‌ای مشک آلود پیچید و در تابوتی نهاده و دفن کرد.
ماهویه هنگام تحویل گرفتن جواهرات متوجه شد که گوشواره یزدگرد مفقود شده‌است و یابندهٔ یزدگرد را چنان زد که جان داد. سپس آنچه را به دست آمده بود، پیش خلیفهٔ وقت فرستاد و خلیفه غرامت گوشوارهٔ مفقود را از ماهویه گرفت.

## حکایت سوم

### فرار یزدگرد از قصر
گویند که یزدگرد به همراه چهار هزار نفر به نزدیک مرو رسید که از مردم خراسان سپاهی فراهم آورد و با عربان بجنگد دو سردار بودند در مرو که مخالف هم بودند. یکی براز پسر ماهویه بود و دیگری سنگان نامیده می‌شد. براز در نزد یزدگرد عزیز و مقرب شد و همواره پیش یزدگرد بدگویی از سنگان می‌کرد تا اینکه یزدگرد تصمیم به قتل سنگان گرفت. سنگان خبر یافت و با سپاهی که فراهم آورد به سوی قصر اقامتگاه یزدگرد رفت. براز، شاه را از بسیاری سپاه سنگان آگاه کرد و شاه بیمناک شده شبانه از قصر فرار کرد.

### خانهٔ آسیابان
یزدگرد دو فرسخ رفت تا به خانهٔ آسیابانی رسید و خسته و وامانده آنجا نشست. صاحب آسیا که وضع و زیورآلات گرانبهای او را دید از او خواست که چیزی به او دهد. یزدگرد کمربند جواهر نشان خود را به او بخشید اما آسیابان از پذیرفتن آن دریغ کرد و گفت «به‌جای این کمربند چهار درهم برای من کافی است که با آن غذا بخورم و بنوشم.» یزدگرد نقره همراه نداشت. صاحب آسیا چرب‌زبانی کرد تا یزدگرد به خواب رفت. سپس تبری گرفت و بر سر یزدگرد کوفت و او را کشت و سرش را ببرید. سپس جامه و کمربند را برداشت و جثه را در رود انداخت. برای اینکه پیکر همان‌جا در رود بماند و شناخته نشود تا کسی به جستجوی قاتل به آنجا بیاید، چند شاخه از درختان اطراف رود را در شکم یزدگرد فروکرد و خود او فرار کرد.

### ساختن مقبره برای یزدگرد توسط مسیحیان نسطوری
خبر قتل یزدگرد به مردم رسید. یکی از مطران (مافوق اسقف) مسیحیان نسطوری که ایلیا نام داشت، گروهی از نسطوریان را جمع کرد و گفت «شاه پارسیان کشته شده، او پسر شهریار، پسر خسرو پرویز بود. شهریار پسر شیرین دیندار بود که حقشناس او بوده‌اید و نیکوکاری‌های گوناگون وی را با همکیشان مسیحی‌اش دیده‌اید. این شاه به نصرانیت حق دارد به‌علاوه نصارا در ایام شاهی جدش خسرو حرمت یافتند از جمله اسلافش شاهان نیکوکار بودند تا آنجا که بعضی‌شان برای نصارا کلیساها ساختند و کار دینشان را به کمال بردند. جای آن دارد که برای قتل این شاه به سبب بزرگواری او به اندازهٔ نیکی‌هایی که اسلافش و مادربزرگش، شیرین، به نصاری کرده‌اند، غمگین باشیم. رأی من اینست که مقبره‌ای برای او بسازم و جثهٔ او را با احترام بیاورم و به قبر سپارم.» جمع با او موافق بودند. آنگاه ایلیا با جمع نصاری به مرو رفتند و پیکر یزدگرد را از رود درآورده و کفن کردند و در تابوت نهادند. همراهان تابوت را به دوش برداشتند و سوی مقبره‌ای که برای او ساخته بودند، بردند و به خاک سپردند.

## روایت بلاذری
بلاذری در فتوح‌البلدان آورده‌است… یزدگرد از (مداین) به حلوان، سپس به اصفهان رفته. یزدگرد سوم که جز عنوان شاهنشاهی نداشت، باز هم رو به هزیمت نهاد. اسپهبد طبرستان یزدگرد را به پناه خود فرا خواند، ولی یزدگرد سیستان و خراسان را ترجیح داد.
یزدگرد از ری به اصفهان و از آنجا به کرمان و سپس به سوی طوس و مرو رفت در مسیر، او در جناباد (گناباد) اقامت نمود. 
]

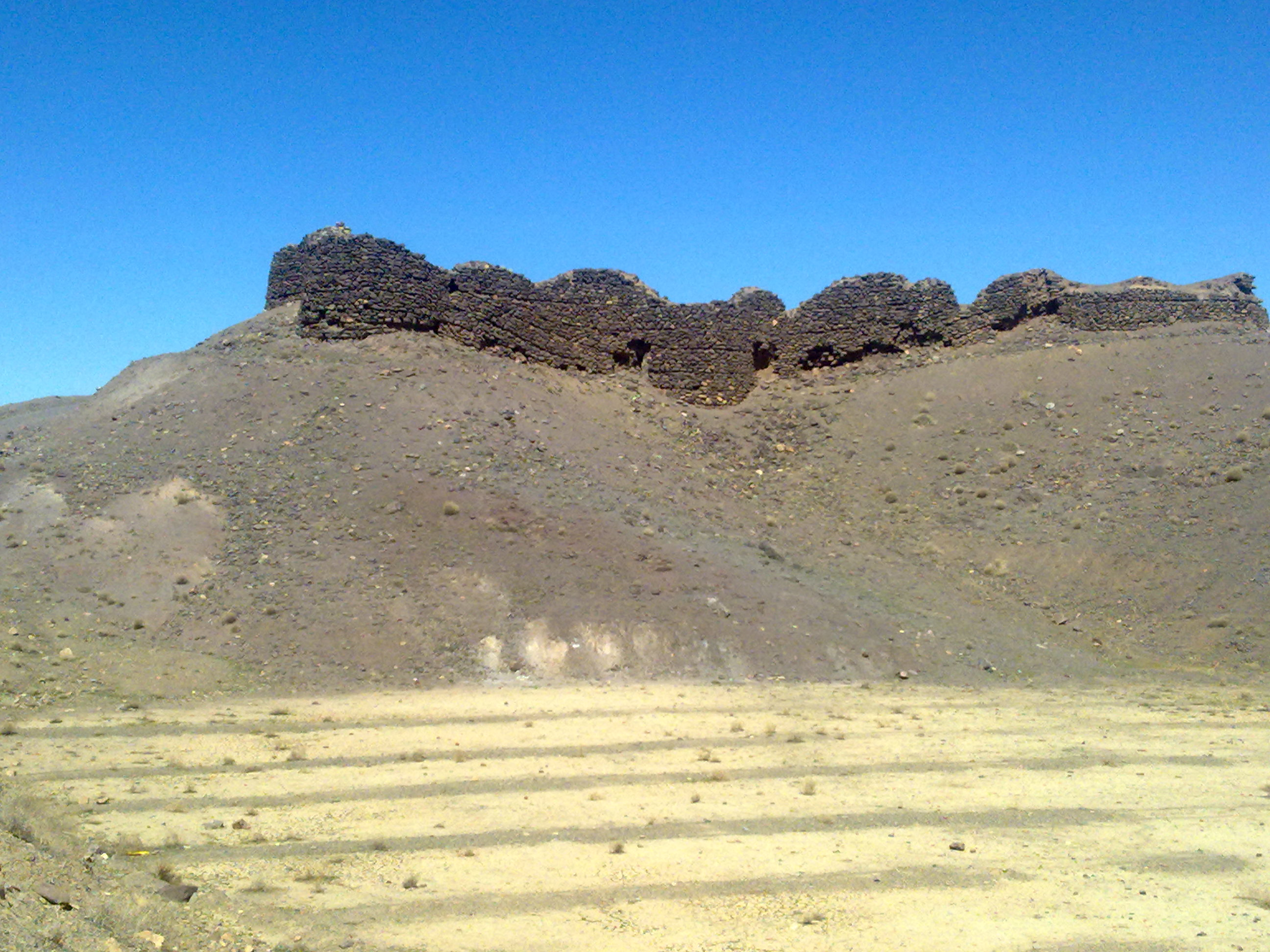
آخرین سکونتگاه یزدگرد سوم

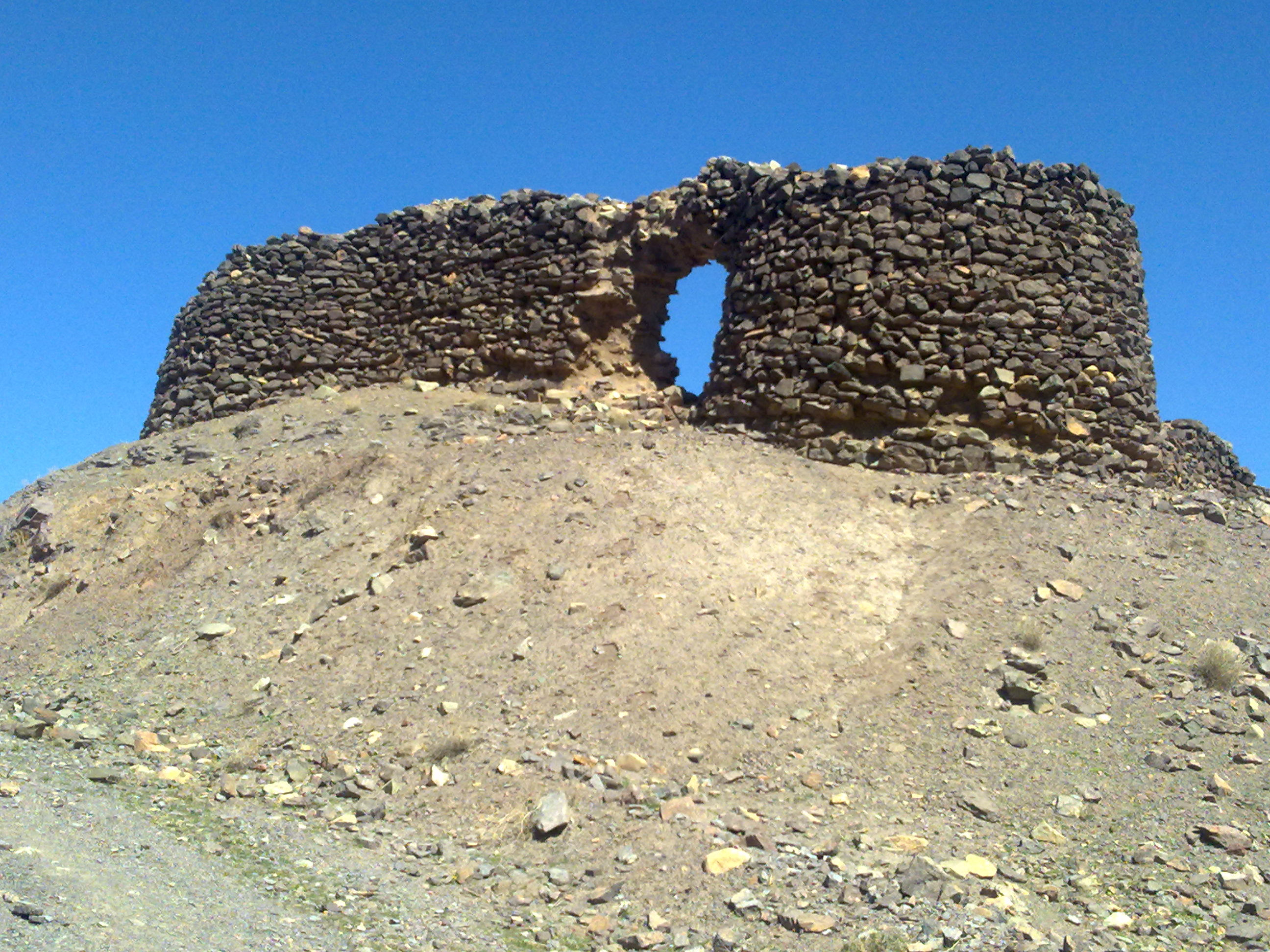
نمای بیرونی قلعه ساسانی

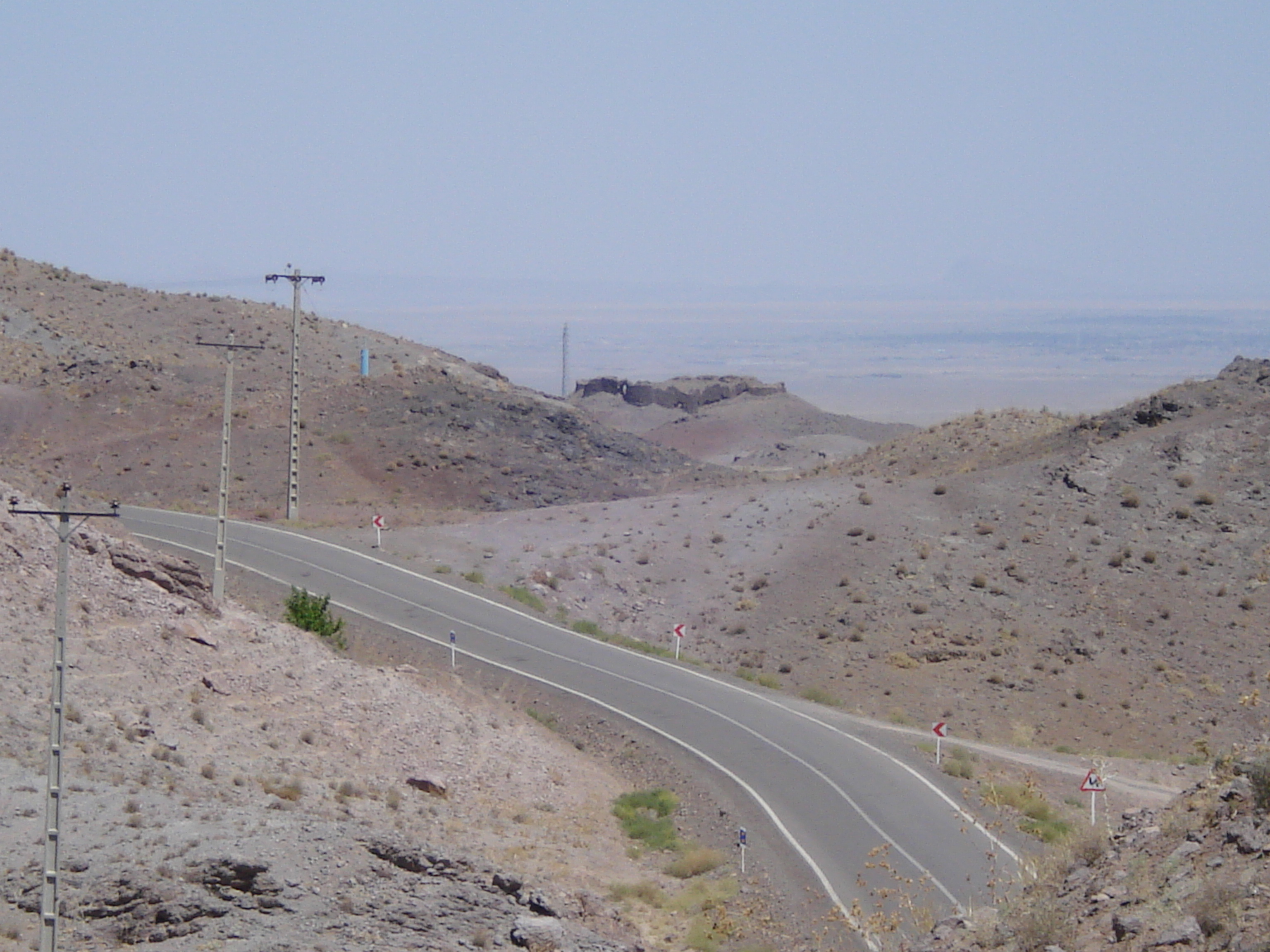
قلعه زیبد از بالای شاه‌نشین قلعه آخرین پناهگاه یزدگرد سوم

طبق روایت بلاذری یزدگرد در گناباد مورد استقبال فرستاده مرزبان مرو (نیزک طرخان) قرار گرفت و مدتی نزد شاه بود اما به دلیل طلب خواستگاری از دختر یزدگرد برای مرزبان مرو، شاه خشمگین شد و گفت ما شاه شاهان باشیم و یک نوکر ما از دختر ما خواستگاری نماید؟! در نتیجه نیزک طرخان با یزدگرد به جنگ برخاست، نیزک طرخان فوجی را به گرفتن یزدگرد به گناباد (قلعه زیبد) فرستاد و در آنجا جنگی درگرفت و یاران یزدگرد شکست خورده و کشته شدند.
بر اساس ترجمه فارسی کتاب فتوح البلدان، البلاذری یزدگرد پس از حمله اعراب به اصفهان، استخر فارس، کرمان و سیستان رفت و از آنجا به سوی خراسان و مرو عزیمت نمود. ماهویه مرزبان مرو نیزک ترخان را به جنابذ (گنابد) به استقبال او فرستاد او یکماه نزد یزدگرد بود و از دختر شاه خواستگاری نمود اینکار را بر شاه سخت گران آمد که به جنگی خونین منجر شد و شاه در این جنگ کشته شد. بعضی مورخان ادامه داده‌اند (که شاه به مرو رفت و توسط آسیابانی به قتل رسید) بنظر می‌رسد تاریخ بلاذری دقیق‌تر باشد و یزدگرد در همان قلعه زیبد به قتل رسیده باشد و داستان «مرگ یزدگرد» که فیلم هم شده‌است بیشتر افسانه ویدئو در یوتیوب بنظر می‌رسد زیرا یک امپراتور هرگز آنقدر تنها و بی غیرت نمی‌شود که مانند گدایان گمنام به آسیاب برود و هیچ‌کس هم همراه او نباشد.
گورستانی که در پای قلعه سال ۱۳۵۴ تخریب شده احتمالاً جنازه سربازان یزدگرد بوده وقلعه زیبد معروف به شاه‌نشین نیز همان محل سکونت یزدگرد باشد. حکایت‌های شفاهی نیز حکایت از سکونت شاه در قلعه موسوم به شاه‌نشین دارد که امروزه فقط اسم و خرابه آن باقی مانده شاید هم قلعه سنگی زیبد که هنوزهم دیواره‌های آن هست محل سکونت یزدگرد بوده‌است. در کنار این قلعه آب جوی کوه جریان داشته و حوض آب هم در کنار قلعه و هم در داخل قلعه وجود داشته‌است.

## پایان سلسلهٔ ساسانی
روایت‌های مختلف از مرگ یزدگرد سوم در منابع عربی و فارسی را باید با ابزارهای علمی جدید مانند باستان‌شناسی و زبان‌شناسی و نوشته‌هایی ازمنابع هندی و چینی مورد راستی آزمایی قرار داد. برابر گزارش بی‌بی‌سی فارسی، در چین و هند روستا و جمعیت‌هایی هستند که خود را از بازماندگان یزدگرد ساسانی می‌دانند.
با مرگ یزدگرد سوم در سال ۶۵۲ میلادی، سلسلهٔ ساسانی پس از ۴۲۶ سال، در ایران منقرض گردید.

## در ادبیات نوین فارسی
بهرام بیضایی نمایشنامه‌ای به نام مرگ یزدگرد و نیز فیلمی از همین نمایشنامه دارد که دربارهٔ مرگ یزدگرد سوّم است.